# 中英缅甸条款
中英缅甸条款也称中英缅藏条款（英語：Convention between Great Britain and China relative to Burmah and Thibet，也称作缅甸条约（英語：Burmah Convention）是清朝与英国于1886年在北京签定的一份处理缅甸事宜的条约。
1884年中法战争后，双方签定中法新约，越南成为法国殖民地。其后英国为进一步扩大自己在东南亚的影响，遂有吞并整个缅甸的野心。早在19世纪上半叶至中叶，英国已与缅甸爆发过两次英缅战争，占领了原缅甸的大片领土。但这次，英国决定直接统治整个缅甸，将其纳为殖民地。1885年11月，英军出兵攻陷缅甸首都曼德勒，俘虏缅王。次年元旦，宣布上缅甸并入英属印度。由于清廷长期视缅甸为其朝贡国，对于英军的入侵，清朝駐英公使曾紀澤曾向英國抗議，但無效。英国占领整个缅甸后，清廷只好承认既成事实，但希望仍保持原有的朝贡关系。经交涉，双方于与1886年7月24日（清光绪十二年六月二十三日）在北京簽訂《中英緬甸条款》，中方代表为总理衙门大臣奕劻，英方代表为英国驻华大使欧格纳。此条款于1887年8月25日在英国首都伦敦交换批准书。

## 主要内容
本条款共五条，其主要内容是：
一、英国允许缅甸循例向中国进行十年一次的朝贡；
二、中国承认英国在缅甸取得的一切权利；
三、中英两国派員勘定中缅边界以及另立边界通商事务专章；
四、英国同意暂缓派员由印度进入西藏，但原则上规定藏印边界通商；
五、本条约以中、英文撰写各三份，将于英国京城互换文本。